# 地球外的沙丘地列表

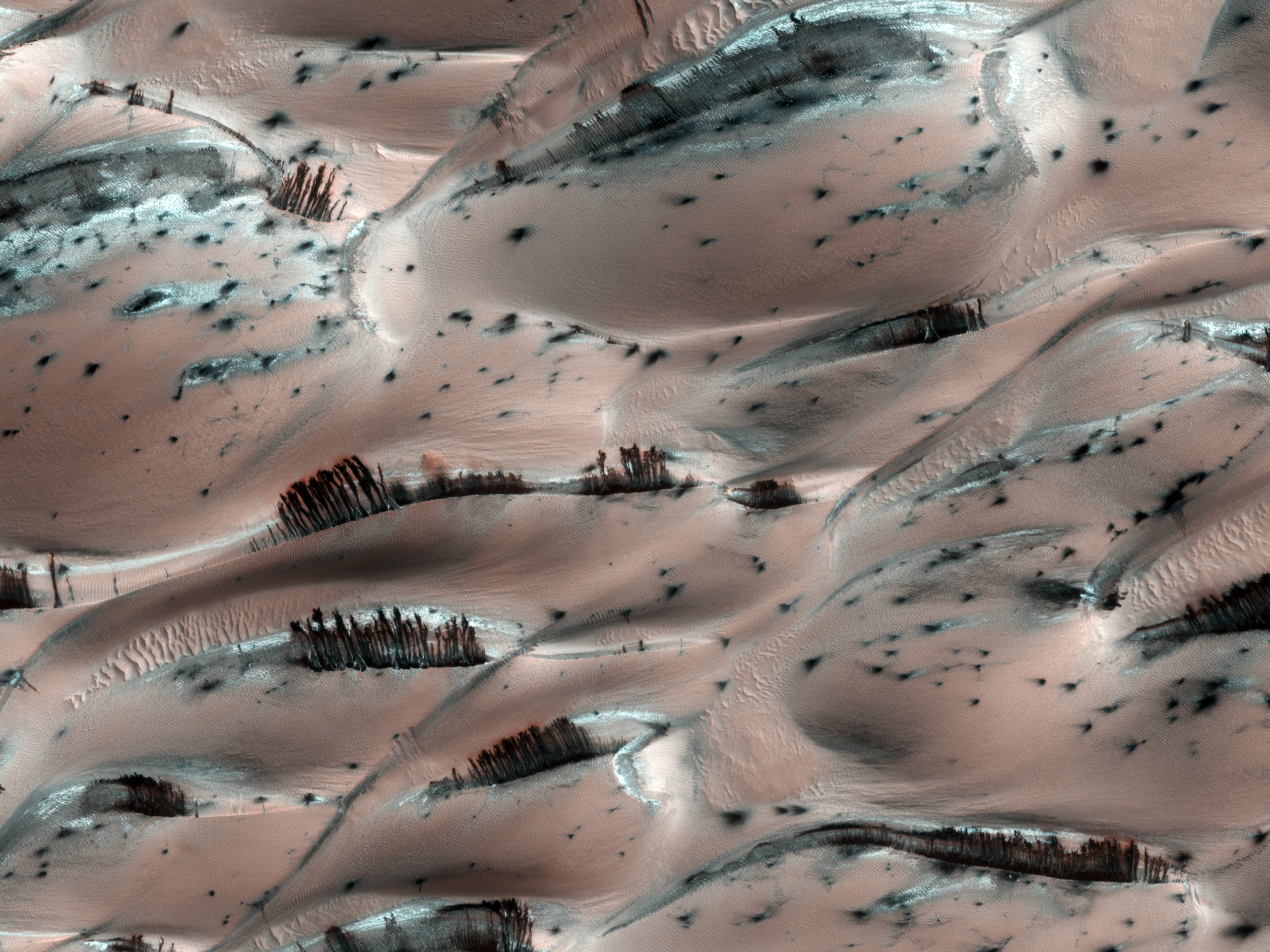
火星上的树枝状沙丘，火星勘测轨道飞行器在覆盖着融化薄霜的粉色沙丘上拍摄到成群的深棕色条纹。该照片为2010年春季拍摄于火星北极附近。在宽约1里的图像上解析了约25厘米的物体，图像某些部分的特写显示了翻腾的羽流，表明拍摄时正在发生滑沙，见左中。

以下是国际天文学联合会遵照行星命名法规则正式命名的地外沙丘场列表，相关描述词是沙丘群（Undae）。到目前为止，除地球外，太阳系行星中仅金星和火星上拥有命名的沙丘场，但在土星的卫星土卫六、冥王星和丘留莫夫－格拉西缅科彗星上也发现了沙丘场。

## 金星
金星上有三处按国际天文学联合会规则正式命名的沙丘场，它们均以沙漠女神的名字命名，列示如下
- 阿勒-乌札沙丘群，北纬67.7度、东经90.5度 – 取名自阿拉伯神话中的沙漠女神乌札；
- 默那沙丘群，南纬24.8度、东经339.4度；
- 宁格儿沙丘群，北纬9.0度、东经60.7度 – 取名自苏美尔神话沙漠之神中辛的妻子。

## 火星

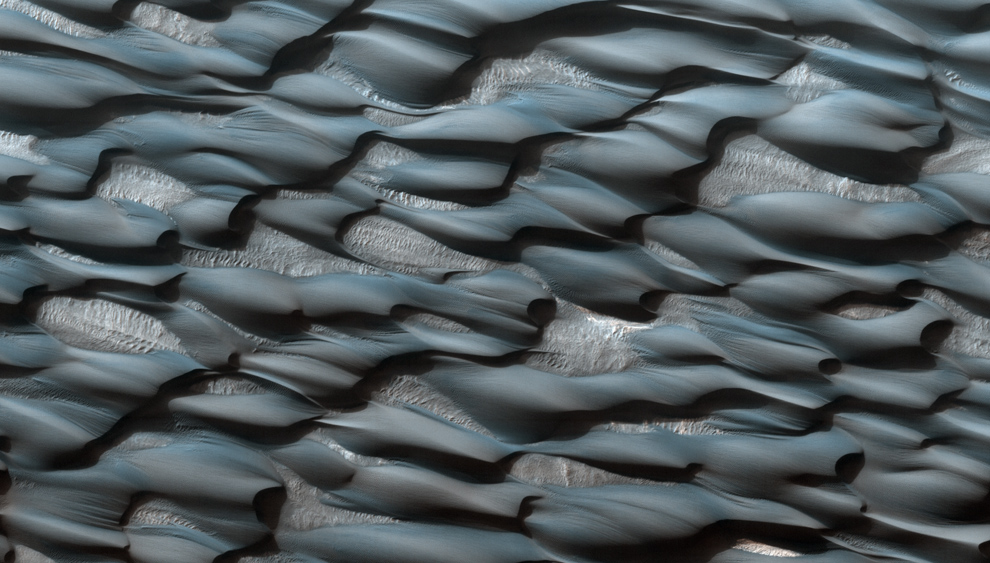
火星阿瓦洛斯沙丘群的沙丘因玄武岩而呈现为蓝色，而红白色区域可能是尘埃。

火星上有六处按国际天文学联合会规则正式命名的沙丘场，它们均以附近的古典反照率特征所命名，其中五处分布于北纬75度到北纬85度，介于北极高原和北方大平原之间，这些沙丘场所跨经度超过200度，而第六处俄古革斯沙丘群则位于火星南半球，它们分别被列出如下。
- 阿瓦洛斯沙丘群[5]
- 阿斯普勒冬沙丘群
- 许珀玻瑞亚沙丘群
- 俄古革斯沙丘群
- 奥林匹亚沙丘群
- 西顿沙丘群

### 非正式名称沙丘场

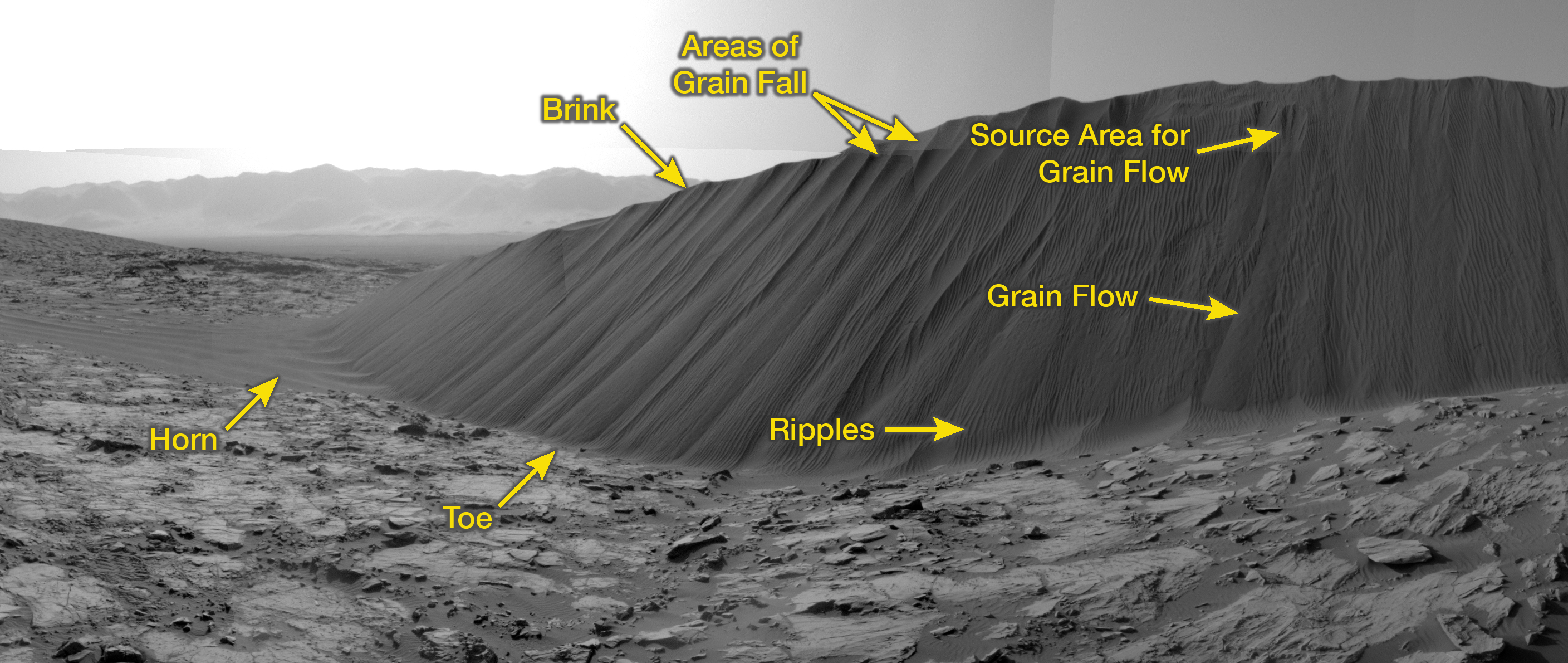
火星上的纳米布沙丘（背风侧）
2015年12月17日，好奇号漫游车拍摄。

- 巴格诺德沙丘区，盖尔撞击坑内。“好奇号”在任务开始阶段的第1174–1248个火星日期间探索了这片沙丘，漫游车调查了那里的高沙丘和纳米布沙丘。识别出三级床型：风波纹、大波纹（或风阻波纹[6]）和沙丘[7]，该部分沙丘场沙粒的晶粒尺寸为120微米[8]。
- 纳米布沙丘，盖尔撞击坑内。这是一处突出的特征，看起来像非洲纳米布沙漠的巨大沙丘[9]。
- 作为火星探测漫游者任务的一部分，机遇号漫游车在第706至710个火星日，对古瑟夫撞击坑中赫斯本德山南边一座非正式名称为埃尔多拉多（El Dorado）的小沙丘进行了调查[10]。对埃尔多拉多沙丘的分析表明，它是由随风吹至的“分选良好、圆润且富含橄榄石的黑色沙粒组成[11]。

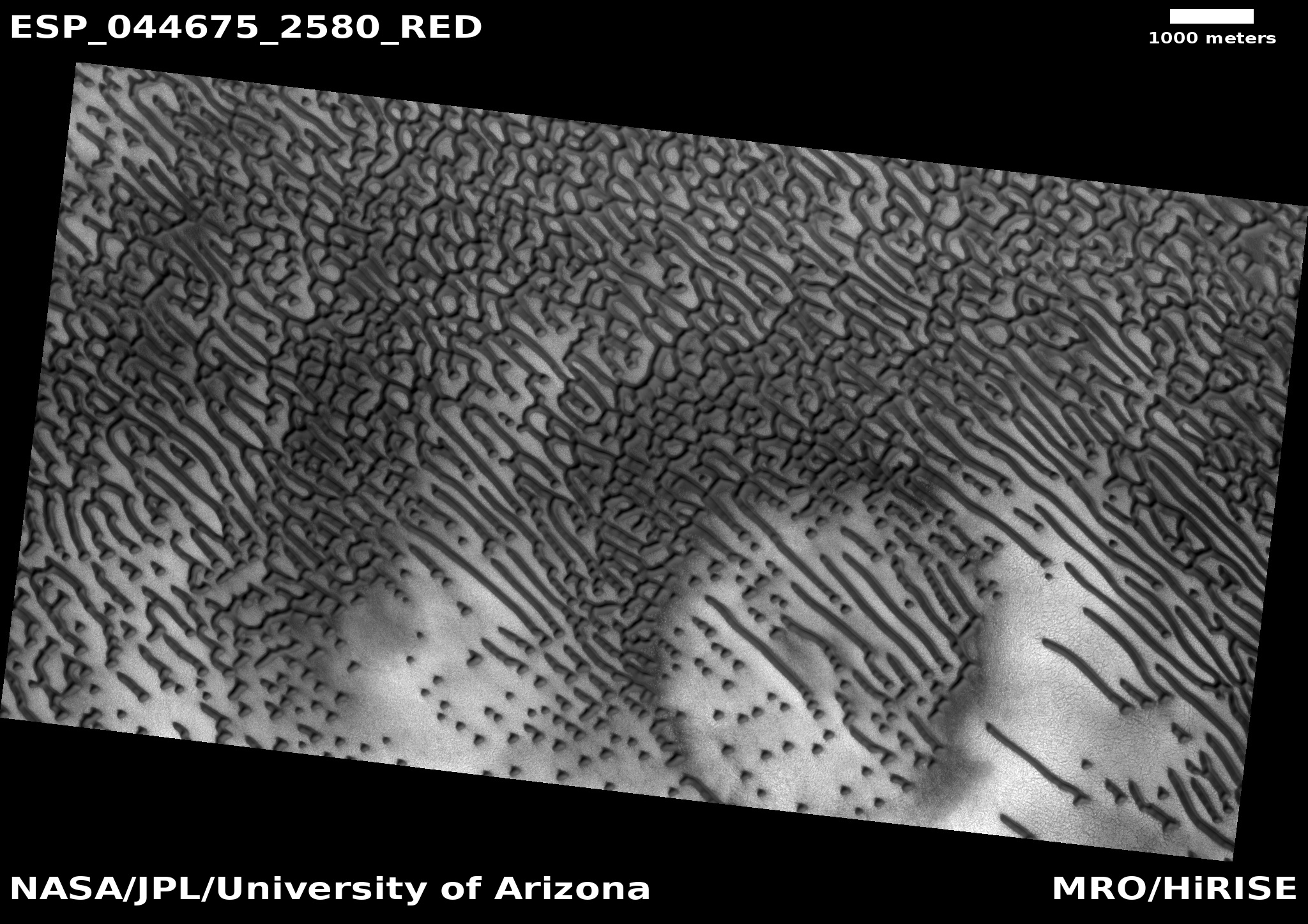
哈葛尔沙丘场沙丘详图

- 哈葛尔沙丘场是以弗兰克·赫伯特小说《沙丘》中虚构的哈葛尔星球所命名。由于沙丘形状与莫尔斯电码点和杠符号相似，该沙丘地也被称为“火星莫尔斯电码”。
- 尼罗火山口沙丘场

## 土卫六
土卫六上有五处以希腊诸神、女神或风的化身正式命名的沙丘，具体如下：
- 奥拉沙丘群
- 玻瑞阿斯沙丘群
- 欧罗斯沙丘群
- 诺托斯沙丘群
- 仄费罗斯沙丘群

在提到土卫六的沙丘场时，文献中也使用了暗反照率特征的名称：
- 阿兹特兰（Aztlan）[13]
- 贝莱特（Belet）[14]
- 芬撒里尔（Fensal）[14]
- 仙境（Senkyo）[13]
- 香格里拉（Shangri-La）[13]

## 冥王星

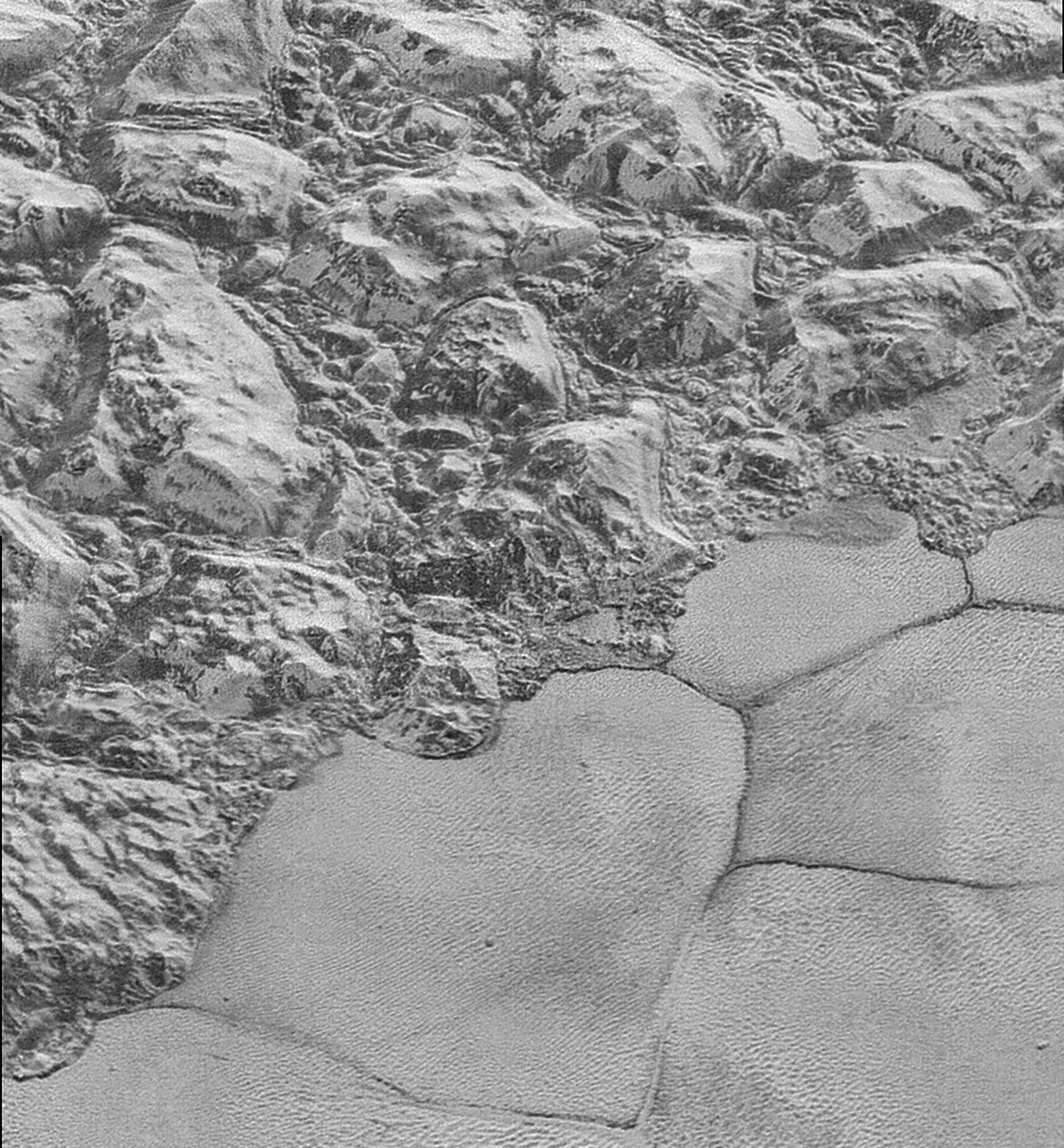
靠近斯普特尼克高原的沙丘场

2018年，在对2015年7月14日新视野号拍摄的冥王星斯普特尼克高原区高分辨率照片的分析，证实在细胞状氮霜平原中存在着间距约为0.4到1公里的横向沙丘（垂直于风向）群。它们被认为是由直径200-300微米的甲烷冰颗粒组成，据信这些颗粒可能来自附近的阿尔‧伊德里西山脉 ，这些特征目前尚未正式命名。